# フランシスコ・ヘント
パコ・ヘント（Paca Gento）こと、フランシスコ・ヘント・ロペス（Francisco Gento López、1933年10月21日 - 2022年1月18日）は、スペイン・カンタブリア州グアルニソ出身の元サッカー選手、サッカー指導者。現役時代のポジションはフォワード。

## 概要
現役時代、レアル・マドリードにて6度チャンピオンズカップを制した。小柄であったが体が強く、卓越した俊足を持つだけでなく技術にも優れ、さらに左ウイングとしては比較的高い得点能力も併せ持っていた。ワールドサッカー誌の20世紀の偉大なサッカー選手100人で82位に、国際サッカー歴史統計連盟の20世紀世界最優秀選手ではジュスト・フォンテーヌと並んで30位に選出された。
2016年10月、レアル・マドリードの第二代名誉会長に就任。
フリオ、アントニオという2人の弟もサッカー選手であり、レアル・マドリードでプレーしていたこともあったが、兄のフランシスコほどの成功は手にできなかった。甥であるフランシスコ・ジョレンテやその息子であるマルコス・ジョレンテもレアル・マドリードに所属したサッカー選手である。

## 経歴

### 現役時代
ラーヨ・カンタブリアなどでユース時代を過ごし、1952-53シーズンにラシン・サンタンデールの選手としてプリメーラ・ディビシオンにデビューした。その翌シーズンにはレアル・マドリードと契約を結んだ。

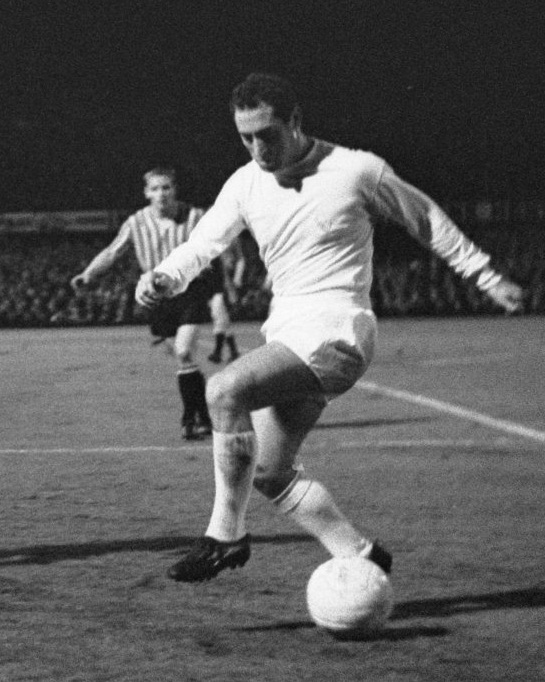
フェイエノールト戦でプレーするヘント（1965年）

レアル・マドリードでは、12回のリーガ・エスパニョーラ優勝 と6回のUEFAチャンピオンズカップ優勝を果たした。レアル・マドリードでは23個のタイトルを獲得した。
1950年代にはアルフレッド・ディ・ステファノらを擁した第1次黄金期の一員としてチャンピオンズカップ5連覇を達成。とりわけディ・ステファノからの信頼は厚く、移籍直後は他クラブにレンタルされる予定だったヘントをレアル・マドリードに留まらせ、さらにプレーしやすいようにエクトル・リアルの獲得もクラブに進言した。また、チャンピオンズカップ5連覇のうち最も苦労したと言われる第3回大会決勝では、「ディ・ステファノのファイナル」と呼ばれるほど孤軍奮闘し、疲弊し切ったディ・ステファノが延長時に「もう決められるのはお前しかいない、お前が決めろ」と話し、その後ヘントが決勝点を奪ってクラブを優勝に導いたという逸話もある。
1960年代中頃には、すっかり選手が入れ替わってピッリ、アマンシオ・アマロら若手選手が多く、俗にイエイエ・マドリードと呼ばれたチームにあって9シーズンの間キャプテンを務め、1966年に数年ぶりのチャンピオンズカップ優勝を果たした。チャンピオンズカップでは1955年から1969年までの間に通算43試合に出場して5得点を挙げた。国内でもリーグ優勝を12回経験した他、長年にわたって数多くのタイトル獲得に貢献。シーズン2桁得点を10シーズン記録し、1965-66シーズンにはチーム得点王となった。
また、1955年にスペイン代表に初招集され、その後も長年活躍した。ワールドカップにも2度出場し、代表キャップ数43は当時のスペイン最多出場記録だった。晩年は、武器であるスピードが衰えてなお強力な選手であり続けた。

### 現役引退後
1971年に引退した後は監督業を始め、カスティージャCFを率いた。その後も1974年にCDカステリョン、1977年から1980年までパレンシアCF、1980-81シーズンにはグラナダCFといくつかの下部リーグのクラブで監督を歴任した。その後は、ヨーロッパにおけるレアル・マドリードのアンバサダーという職を引き受けた。また1997年よりスペインの一地方選抜チームである、カンタブリア州代表の監督も兼任した。
2016年10月、2014年に死去した盟友ディ・ステファノの後任としてレアル・マドリードの第二代名誉会長に就任した。
2022年1月18日、レアル・マドリードから死去したことが発表された。88歳没。

## 成績

### クラブ成績
| シーズン               | クラブ                 | 国内リーグ | 国内リーグ | 国内カップ | 国内カップ | 国際カップ1 | 国際カップ1 | 通算 | 通算 |
| シーズン               | クラブ                 | 出場       | 得点       | 出場       | 得点       | 出場        | 得点        | 出場 | 得点 |
| ---------------------- | ---------------------- | ---------- | ---------- | ---------- | ---------- | ----------- | ----------- | ---- | ---- |
| 1952-53                | ラシン・サンタンデール | 10         | 2          | 4          | 0          | 0           | 0           | 14   | 2    |
| 1953-54                | レアル・マドリード     | 17         | 0          | 4          | 0          | 0           | 0           | 21   | 0    |
| 1954–55                | レアル・マドリード     | 24         | 6          | 3          | 0          | 2           | 0           | 29   | 6    |
| 1955–56                | レアル・マドリード     | 29         | 7          | 6          | 3          | 7           | 1           | 42   | 11   |
| 1956–57                | レアル・マドリード     | 27         | 7          | 3          | 0          | 10          | 4           | 40   | 11   |
| 1957–58                | レアル・マドリード     | 28         | 7          | 5          | 1          | 6           | 3           | 39   | 11   |
| 1958–59                | レアル・マドリード     | 21         | 7          | 5          | 2          | 8           | 1           | 34   | 10   |
| 1959–60                | レアル・マドリード     | 27         | 14         | 5          | 3          | 6           | 2           | 38   | 19   |
| 1960–61                | レアル・マドリード     | 28         | 9          | 8          | 3          | 3           | 2           | 39   | 14   |
| 1961–62                | レアル・マドリード     | 25         | 6          | 9          | 4          | 9           | 2           | 43   | 12   |
| 1962–63                | レアル・マドリード     | 25         | 7          | 5          | 1          | 2           | 1           | 32   | 9    |
| 1963–64                | レアル・マドリード     | 24         | 12         | 2          | 0          | 9           | 3           | 35   | 15   |
| 1964–65                | レアル・マドリード     | 23         | 4          | 3          | 0          | 6           | 5           | 32   | 9    |
| 1965–66                | レアル・マドリード     | 28         | 10         | 3          | 2          | 9           | 3           | 40   | 15   |
| 1966–67                | レアル・マドリード     | 20         | 11         | 5          | 0          | 5           | 0           | 30   | 11   |
| 1967–68                | レアル・マドリード     | 24         | 8          | 0          | 0          | 7           | 5           | 31   | 13   |
| 1968–69                | レアル・マドリード     | 26         | 8          | 2          | 1          | 2           | 0           | 30   | 9    |
| 1969–70                | レアル・マドリード     | 24         | 3          | 4          | 1          | 3           | 3           | 31   | 7    |
| 1970–71                | レアル・マドリード     | 7          | 0          | 2          | 0          | 6           | 0           | 15   | 0    |
| レアル・マドリード通算 | レアル・マドリード通算 | 427        | 126        | 74         | 21         | 100         | 35          | 601  | 182  |
| 通算                   | 通算                   | 437        | 128        | 78         | 21         | 100         | 35          | 615  | 184  |

1インターコンチネンタルカップ, ラテン・カップ, UEFAチャンピオンズカップ、UEFAカップウィナーズカップ.

### 代表成績
| スペイン代表 | 国際Aマッチ | 国際Aマッチ |
| 年           | 出場        | 得点        |
| ------------ | ----------- | ----------- |
| 1955         | 1           | 0           |
| 1956         | 1           | 0           |
| 1957         | 7           | 0           |
| 1958         | 2           | 0           |
| 1959         | 5           | 1           |
| 1960         | 4           | 0           |
| 1961         | 6           | 1           |
| 1962         | 6           | 0           |
| 1963         | 3           | 1           |
| 1966         | 3           | 1           |
| 1967         | 2           | 1           |
| 1968         | 2           | 0           |
| 1969         | 1           | 0           |
| 通算         | 43          | 5           |

### スペイン代表での得点
| #  | 日付           | 会場                                                  | 対戦チーム     | スコア | 結果  | 大会                        |
| -- | -------------- | ----------------------------------------------------- | -------------- | ------ | ----- | --------------------------- |
| 1. | 1959年10月13日 | エスタディオ・サンティアゴ・ベルナベウ（ マドリード） | ポーランド     | 3 - 0  | 3 - 0 | 1960 欧州ネイションズカップ |
| 2. | 1961年4月2日   | エスタディオ・サンティアゴ・ベルナベウ（ マドリード） | フランス       | 2 - 0  | 2 - 0 | 親善試合                    |
| 3. | 1963年10月30日 | ウィンザー・パーク（ ベルファスト）                   | 北アイルランド | 0 - 1  | 0 - 1 | 1964 欧州ネイションズカップ |
| 4. | 1966年6月23日  | エスタディオ・デ・リアソール（ ア・コルーニャ）       | ウルグアイ     | 1 - 1  | 1 - 1 | 親善試合                    |
| 5. | 1967年5月30日  | サン・マメス（ ビルバオ）                             | トルコ         | 2 - 0  | 2 - 0 | UEFA欧州選手権1968予選      |

## 獲得タイトル
スペイン代表
- 欧州ネイションズカップ： 1回 （1964）

レアル・マドリード
- ラ・リーガ： 12回 （1953-54, 1954-55, 1956-57, 1957-58, 1960-61, 1961-62, 1962-63, 1963-64, 1964-65, 1966-67, 1967-68, 1968-69）
- トロフェオ・デル・ヘネラリッシモ： 2回 （1962, 1970）
- UEFAチャンピオンズカップ： 6回 （1955-56, 1956-57, 1957-58, 1958-59, 1959-60, 1965-66）
- インターコンチネンタルカップ： 1回 （1960）
- ラテン・カップ： 2回 （1955, 1957）